# Monte Forcellina
Le Monte Forcellina est un sommet de la chaîne de Livigno, dans les Alpes rhétiques en Italie. Il culmine à 3 087 mètres d'altitude.